# 연결 그래프
그래프 이론에서 연결 그래프(連結graph, 영어: connected graph)는 모든 두 꼭짓점 사이에 경로가 존재하는 그래프이다.

## 정의
그래프 {\displaystyle G}의 서로 다른 두 꼭짓점 {\displaystyle u,v\in V(G)}에 대하여, {\displaystyle u}와 {\displaystyle v} 사이의 경로가 존재한다면 두 꼭짓점이 연결되었다(영어: connected)고 한다.

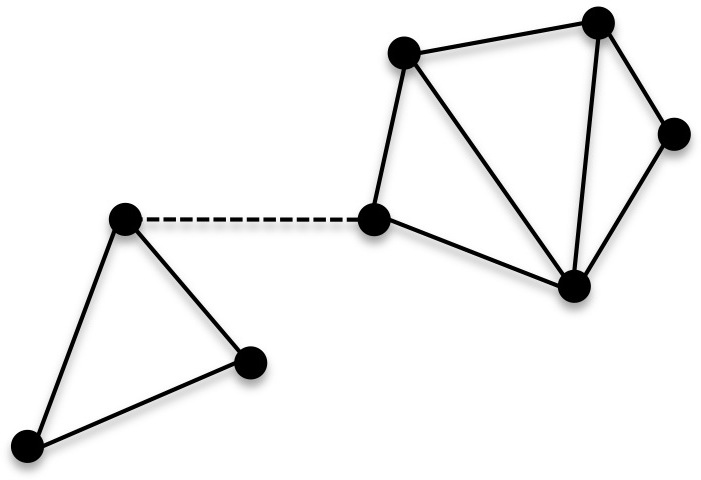

연결 그래프(영어: connected graph)는 임의의 서로 다른 두 꼭짓점이 연결된 그래프이다. 그래프의 연결 성분(영어: connected component)은 (포함 관계에 대한) 극대 연결 부분 그래프이다.

### 꼭짓점 연결성
그래프 {\displaystyle G} 및 그 꼭짓점의 집합 {\displaystyle S\subset V(G)}에 대하여, 꼭짓점을 제거한 그래프 {\displaystyle G\setminus S}를 다음과 같이 정의하자.
- {\displaystyle V(G\setminus S)=V(G)\setminus S}
- {\displaystyle uv\in E(G\setminus S)\iff uv\in E(G)\quad \forall u,v\in V(G\setminus S)}

만약 {\displaystyle G\setminus S}가 비연결 그래프이거나 자명 그래프 {\displaystyle K_{1}}인 경우, {\displaystyle S}를 {\displaystyle G}의 꼭짓점 절단(영어: vertex cut)이라고 한다. 꼭짓점 절단들은 포함 관계에 따라서 부분 순서 집합을 이루며, 그 극소 원소를 극소 꼭짓점 절단(영어: minimal vertex cut)이라고 한다. 절단 가운데 크기가 가장 작은 것을 최소 꼭짓점 절단(영어: minimum vertex cut)이라고 한다. 그래프 {\displaystyle G}의 꼭짓점 연결성(영어: vertex connectivity) {\displaystyle \kappa (G)}은 그 최소 꼭짓점 절단의 크기다.
그래프 {\displaystyle G} 및 기수 {\displaystyle k}에 대하여, 만약 {\displaystyle k\leq \kappa (G)}라면 {\displaystyle G}를 {\displaystyle k}-꼭짓점 연결 그래프(영어: {\displaystyle k}-vertex-connected graph)라고 한다. 연결 그래프는 1-꼭짓점 연결 그래프와 같다.

### 변 연결성
그래프 {\displaystyle G} 및 그 변의 집합 {\displaystyle T\subset E(G)}에 대하여, 변을 제거한 그래프 {\displaystyle G\setminus T}를 다음과 같이 정의하자.
- {\displaystyle V(G\setminus T)=V(G)}
- {\displaystyle uv\in E(G\setminus T)\iff uv\in E(G)\setminus T\quad \forall u,v\in V(G\setminus T)}

만약 {\displaystyle G\setminus T}가 비연결 그래프인 경우, {\displaystyle T}를 {\displaystyle G}의 변 절단(영어: edge cut)이라고 한다. 변 절단들은 포함 관계에 따라서 부분 순서 집합을 이루며, 그 극소 원소를 극소 변 절단(영어: minimal edge cut)이라고 한다. 절단 가운데 크기가 가장 작은 것을 최소 변 절단(영어: minimum edge cut)이라고 한다. 그래프 {\displaystyle G}의 변 연결성(영어: edge connectivity) {\displaystyle \lambda (G)}은 그 최소 변 절단의 크기다. 크기가 1인 최소 변 절단을 다리(영어: bridge)라고 한다.
그래프 {\displaystyle G} 및 기수 {\displaystyle k}에 대하여, 만약 {\displaystyle k\leq \lambda (G)}라면 {\displaystyle G}를 {\displaystyle k}-변 연결 그래프(영어: {\displaystyle k}-edge-connected graph)라고 한다.

## 성질
그래프 {\displaystyle G}가 연결 그래프라고 하자. 그렇다면, 다음 그래프들 역시 연결 그래프이다.
- {\displaystyle G}의 그래프 준동형사상에 대한 상 {\displaystyle \phi (G)}
- {\displaystyle G}의 선 그래프 {\displaystyle L(G)}

그래프 {\displaystyle G}에 대하여, 다음이 성립한다.
{\displaystyle \kappa (G)\leq \lambda (G)\leq \min _{v\in V(G)}\deg v}
차수가 {\displaystyle d\geq 2}인 꼭짓점 추이적 그래프(영어: vertex-transitive graph) {\displaystyle G}에 대하여, 다음이 성립한다.
{\displaystyle \lceil 2(d+1)/3\rceil \leq \kappa (G)\leq \lambda (G)=d}
특히, {\displaystyle d=2,3,4}인 경우 {\displaystyle \kappa (G)=\lambda (G)=d}이다.

## 예
간단한 그래프의 꼭짓점·변 연결성은 다음과 같다.
| 그래프                                                      | 꼭짓점 연결성               | 변 연결성                   |
| ----------------------------------------------------------- | --------------------------- | --------------------------- |
| 비연결 그래프                                               | 0                           | 0                           |
| 완전 그래프 {\displaystyle K_{n}} ({\displaystyle n\geq 1}) | {\displaystyle n-1}         | {\displaystyle n-1}         |
| 나무 (꼭짓점 2개 이상)                                      | 1                           | 1                           |
| 순환 그래프 {\displaystyle C_{n}} ({\displaystyle n\geq 3}) | 2                           | 2                           |
| 라도 그래프                                                 | {\displaystyle \aleph _{0}} | {\displaystyle \aleph _{0}} |